# Jardí Botànic de Barcelona
El Jardí Botànic de Barcelona és un jardí botànic inaugurat l'any 1999, situat a la muntanya de Montjuïc de la ciutat de Barcelona en l'espai que hi ha entre l'Estadi de Montjuïc, el Castell de Montjuïc i el Cementiri de Montjuïc. Des del 2003 al jardí hi ha la seu de l'Institut Botànic de Barcelona, que actualment és un centre mixt del Consell Superior d'Investigacions Científiques (CSIC) i de l'Ajuntament de Barcelona.
El jardí té una superfície de 14 hectàrees damunt d'un terreny amb un fort desnivell entre les cotes 100 i 140 metres, i amb una forma semblant a un ampli amfiteatre encarat cap al nord-oest. Té bones vistes sobre el delta del Llobregat i l'Anella Olímpica, amb el massís del Garraf i les serres de Collserola i de Marina com a fons. Forma part del Museu de Ciències Naturals de Barcelona i és membre de l'organització Botanic Gardens Conservation International.
Està especialitzat en plantes i comunitats d'àrees amb clima mediterrani i està dividit en sectors que en representen les àrees principals, que són: Austràlia, Xile, Califòrnia, Sud-àfrica, l'àrea mediterrània de l'oest i l'àrea mediterrània de l'est. Una secció específica està dedicada a la flora de les Illes Canàries.

## Història
El primer jardí botànic de Barcelona, datat a finals del segle xvi, estava situat a l'Estudi General dels caputxins a la plaça Reial. El primer amb vocació científica fou el jardí botànic de Sant Joan Despí, creat a finals del segle xvii per Jaume Salvador i Pedrol. La família Salvador fou una coneguda nissaga de botànics catalans (del segle xvii al XIX). Les seves col·leccions estan exposades a l'Institut Botànic de Barcelona.
L'any 1930 Pius Font i Quer va crear el Jardí Botànic Històric, a la pedrera de la Foixarda de Montjuïc. Aquest jardí va ser inaugurat el 17 de juliol de 1941. Va quedar afectat per la construcció d'accessos per als nous equipaments olímpics i l'any 1986 fou tancat pels problemes d'estabilitat de les parets. Va ser reobert al públic l'octubre de 2003.
El tancament del Jardí Botànic Històric, esdevingut l'any 1986, va afavorir la proposta de construir un nou jardí botànic a Barcelona, que a més acollís un nou edifici per a l'Institut Botànic i les seves col·leccions, i que pogués convertir-se en un centre referent en la conservació de la flora mediterrània. Les obres s'iniciaren l'any 1991 i una subvenció de la Unió Europea va permetre finalitzar-les. El nou jardí va ser inaugurat el 18 d'abril de 1999. Des de l'any 2000 està gestionat per la Mancomunitat de Municipis de l'Àrea Metropolitana de Barcelona.

## Projecte arquitectònic

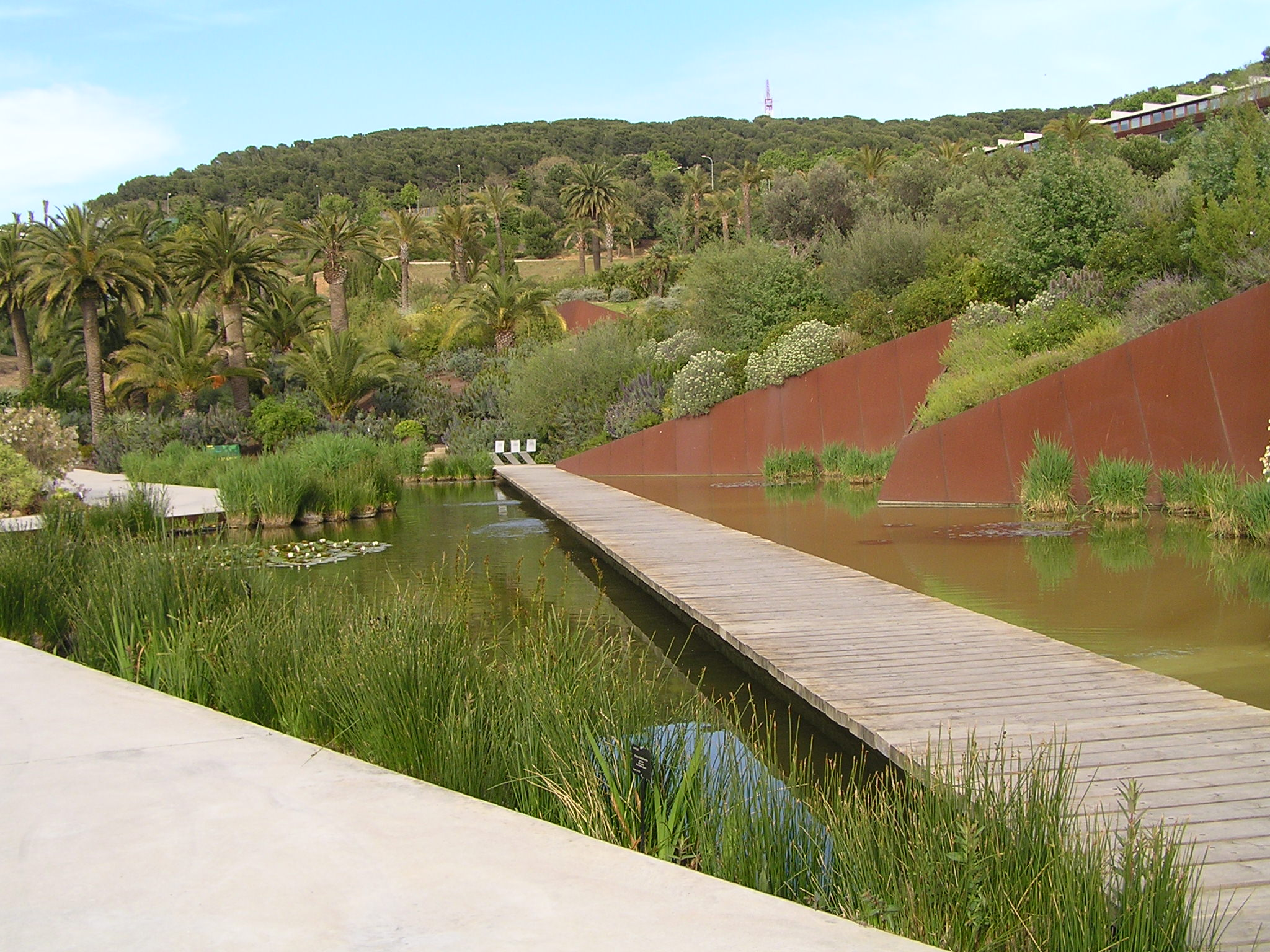
El Jardí Botànic de Barcelona, amb l'edifici de l'Institut Botànic a l'angle superior dret.

El nou Jardí Botànic de Barcelona ha suposat una important millora en una zona de la muntanya de Montjuïc que havia estat oblidada i marginada durant força temps. En els terrenys que ocupa hi havia una barriada de barraques anomenada Can Valero i posteriorment, un abocador de residus.
El Jardí va ser projectat pels arquitectes Carles Ferrater i Josep Lluís Canosa, l'arquitecta paisatgista Bet Figueras, el biòleg Joan Pedrola i l'horticultor Artur Bossy. Es va construir de tal manera que les plantacions seguissin una ordenació geogràfica, amb les plantes agrupades segons les cinc regions mediterrànies que hi ha al món. Dins de cada regió les plantes s'agrupen per afinitats ecològiques. A més, es va dissenyar aprofitant el relleu natural per crear-hi els camins, evitant excessius moviments de terres.

## Col·leccions principals
Les col·leccions estan dedicades a plantes de les regions mediterrànies de tot el món, de clima mediterrani caracteritzat per un llarg estiu sec, hiverns suaus i pluges en la primavera i la tardor. Aquest clima es troba en un 5% de la superfície de la terra, en cinc regions. Els camins permeten accedir a les zones, començant per les Illes Canàries situades a l'entrada i pujant a la Mediterrània occidental.
Illes CanàriesSota les palmeres hi ha una representació d'Euphorbia i Echium.

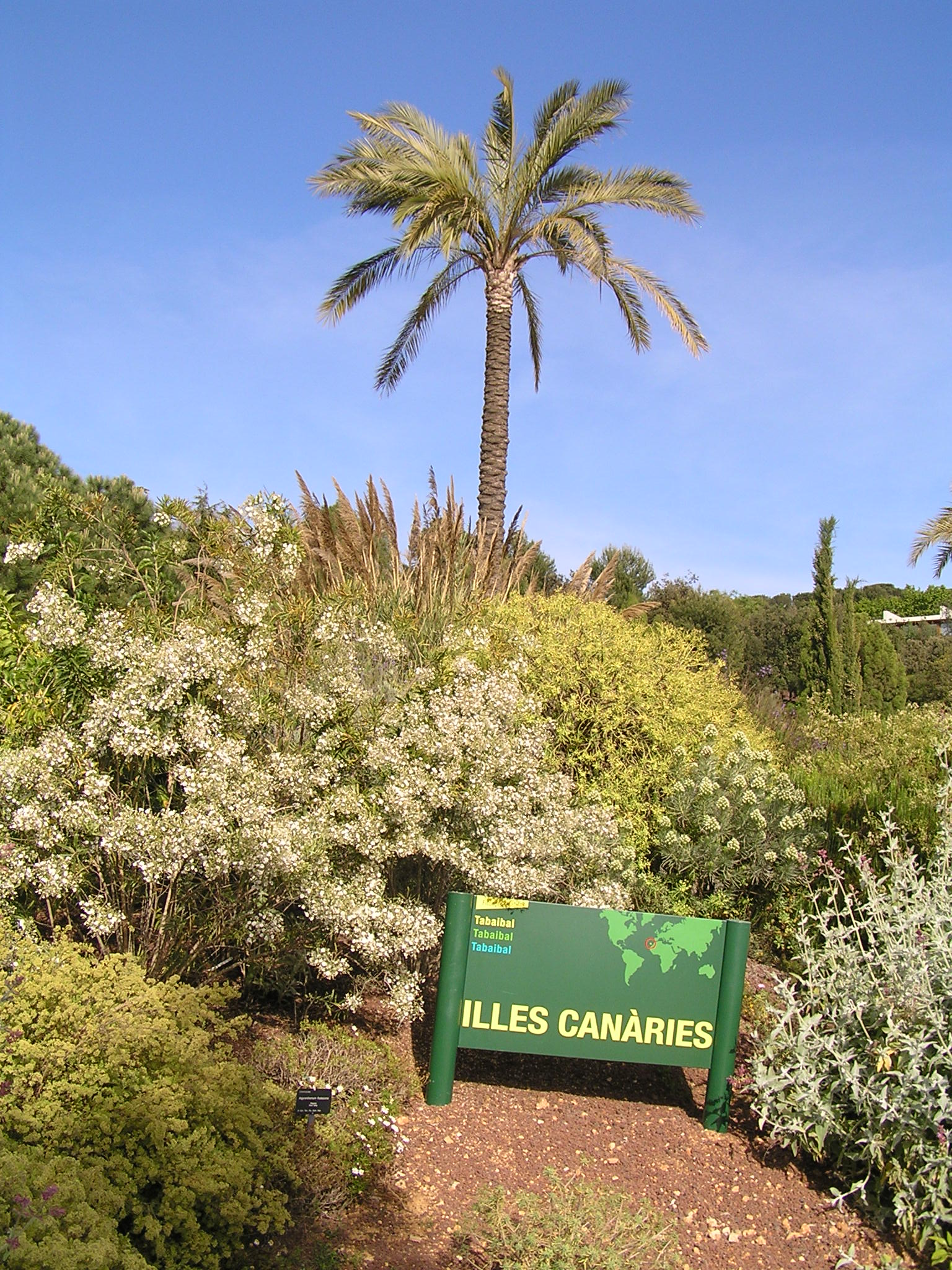
Illes Canàries
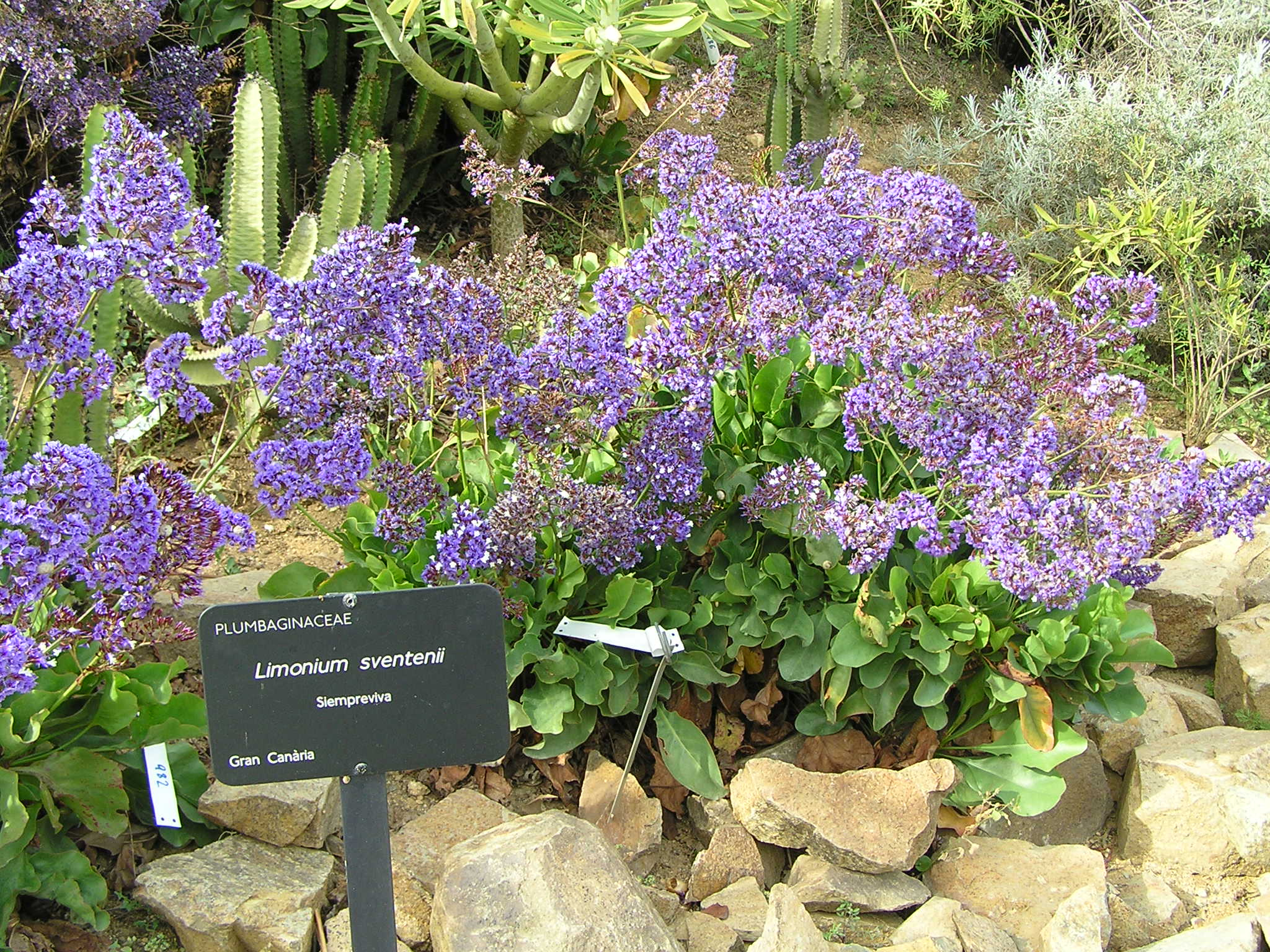
"Limonium Sventenii" de les Illes Canàries
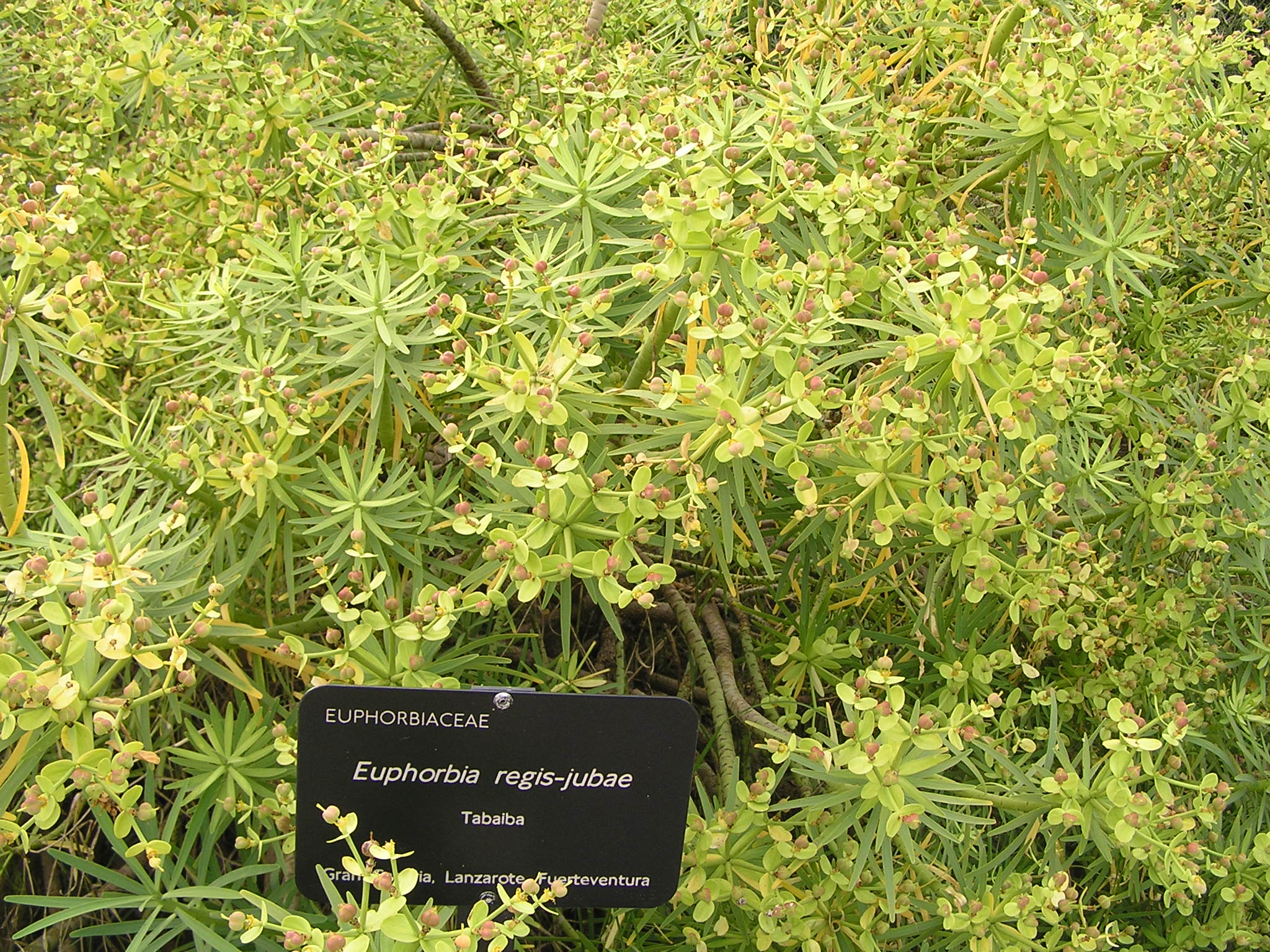
Tabaiba ("Euphorbia regis-jubae") de Gran Canària, Lanzarote i Fuerteventura
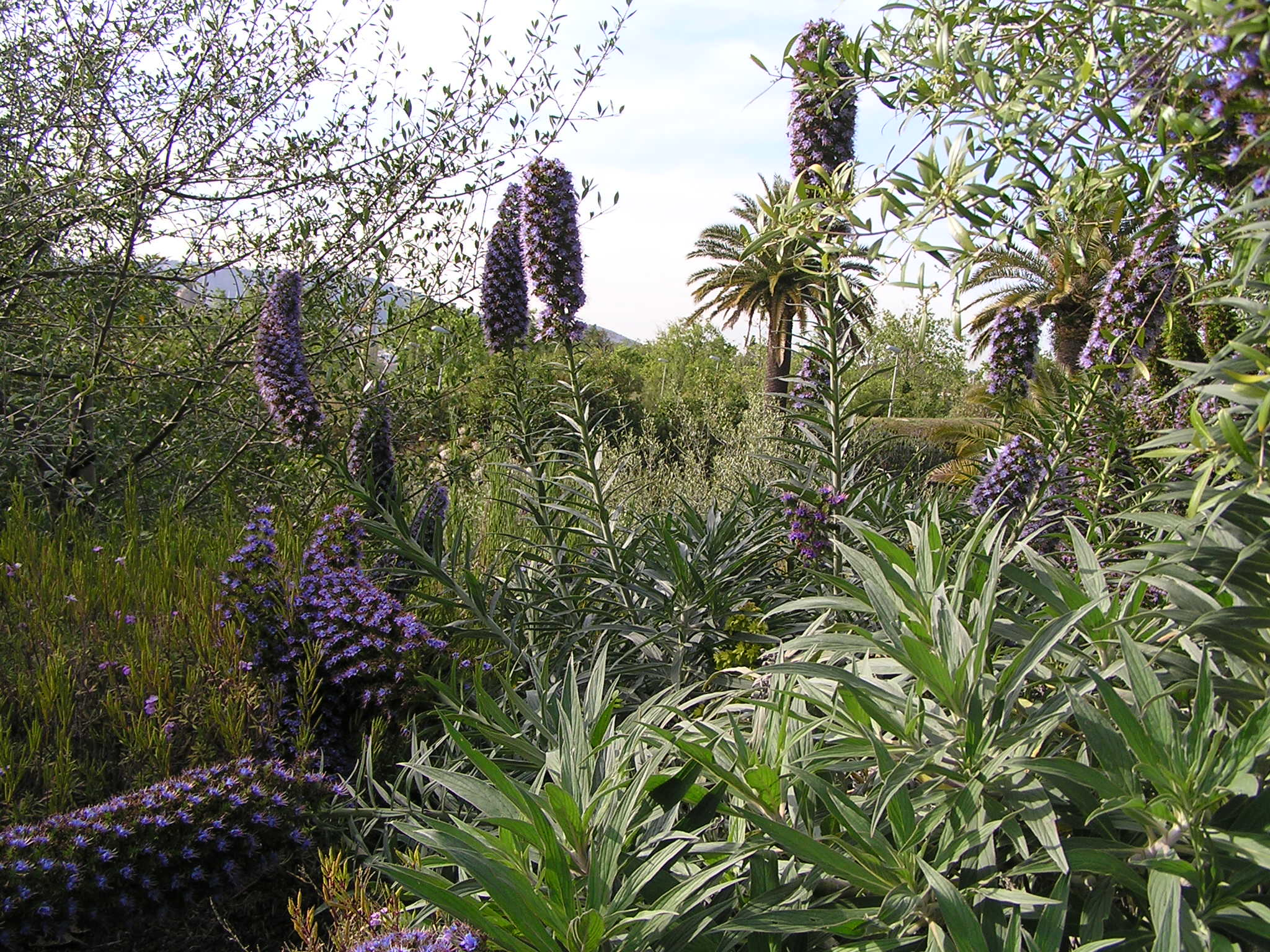
Echium callithyrsum

Àfrica del SudLa seva vegetació està representada per arbres com l'acàcia i l'erythrina, i especialment per flors i plantes com la gazania.
AustràliaLa zona presenta un bosc antic dominat per espècies dels gèneres Banksia, Grevillae i també Eucalyptus.
XileMostra plantes de riberes litorals seques amb predomini de Puya (Bromeliàcia) i del cactus Echinopsis pachanoi.
CalifòrniaLes formacions boscoses són variades amb sequoies, pins americans, xiprers i roures, mentre que la tapioca i atzavares colonitzen els espais semiàrids.
Mediterrani orientalBosc i estepes dominats per plantes de la família de les compostes.
Mediterrani occidentalCaracteritzat pel chaparral dominat per les plantes aromàtiques, compostes i lamiàcies.
Àfrica del NordLa zona representa els boscos de l'Atles amb el seu cedre Cedrus atlantica, Argania spinosa així com algunes lamiàcies.

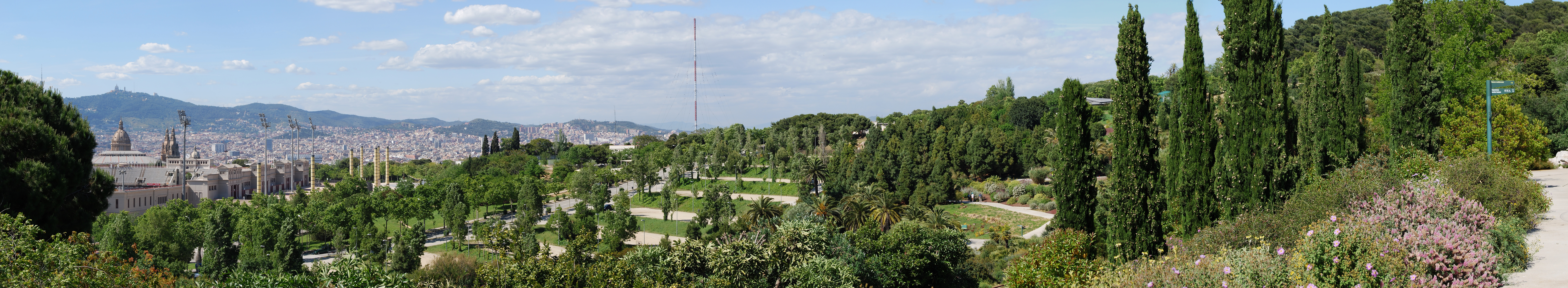
Vista panoràmica del nou Jardí Botànic de Barcelona